# Tindersticks
Tindersticks är ett brittiskt band som spelar alternativ rock/pop.
Bandet formades officiellt 1991. Då kallade de sig The Asphalt Ribbons. Deras första demokassett spelade de in 1992. Det var innan de skrev kontrakt med skivbolaget Tippy Toe Records för deras första singel "Patchwork".

## Medlemmar
Nuvarande medlemmar
- Stuart Ashton Staples (född 14 november 1965) – sång, gitarr
- Neil Timothy Fraser (född 22 november 1962) – gitarr
- David Leonard Boulter (född 27 februari 1965) – keyboard, slagverk
- Dan McKinna – basgitarr
- Earl Harvin – trummor

Tidigare medlemmar
- Dickon James Hinchliffe (född 9 juli 1967) – violin, gitarr, sång
- Alastair Robert de Villeneuf Macaulay (född 2 augusti 1965) – trummor, slagverk
- Mark Andrew Colwill (född 12 maj 1960) – basgitarr
- Thomas Belhom – trummor
- David Kitt (född 1975 i Dublin) – gitarr, sång

## Diskografi

### Studioalbum
- 1993 – Tindersticks
- 1995 – Tindersticks
- 1997 – Curtains
- 1999 – Simple Pleasure
- 2001 – Can Our Love...
- 2003 – Waiting for the Moon
- 2008 – The Hungry Saw
- 2010 – Falling Down a Mountain
- 2012 – The Something Rain
- 2013 – Across Six Leap Years
- 2016 – The Waiting Room
- 2019 – No Treasure but Hope
- 2021 – Distractions

Singlar
- "Patchwork" (Tippy Toe, 1992)
- "Marbles" (Tippy Toe/Che, 1993)
- "A Marriage Made in Heaven" (Rough Trade Singles Club, 1993)
- "Unwired E.P." (Domino Records, 1993)
- "City Sickness" (This Way Up, 1993)
- "Marbles" (No.6 Records, 1993)
- "We Have All the Time in the World" (Clawfist Singles Club, 1993)
- "Live in Berlin" (Tippy Toe/This Way Up, 1993)
- "Kathleen" (This Way Up, 1994)
- "No More Affairs" (This Way Up, 1995)
- "Plus De Liaisons" (This Way Up, 1995)
- "The Smooth Sounds of Tindersticks" (Sub Pop, 1995)
- "Travelling Light" (This Way Up, 1995)
- "Bathtime" (This Way Up, 1997)
- "Rented Rooms" (This Way Up, 1997)
- "Can We Start Again" (Island Records) 1999)
- "What Is a Man" (Beggar's Banquet, 2000)
- "Trouble Every Day (Promo)" (Beggar's Banquet, 2001)
- "Don't Even Go There E.P." (Beggar's Banquet, 2003)
- "Trojan Horse" (Tippy Toe, 2003)
- "Sometimes It Hurts" (Beggar's Banquet, 2003)
- "My Oblivion" (Beggar's Banquet, 2003)

Andra skivor
- Amsterdam February 94 (This Way Up, 1994)
- The Bloomsbury Theatre 12.3.95 (This Way Up, 1995)
- Donkeys 92-97 (This Way Up/Island, 1998)
- Live at the Botanique – 9th-12th May, 2001 (Tippy Toe, 2001)
- Coliseu dos recreios de Lisboa – October 30th, 2001 (Tippy Toe, 2003)
- Working for the Man (Island, 2004)
- BBC Sessions (2007)

Soundtracks
- Nénette et Boni (This Way Up/Island, 1996)
- Trouble Every Day (Beggar's Banquet, 2001)

Soloalbum (Stuart Staples)
- Lucky Dog Recordings 03-04 (Lucky Dog, 2005)

Videor och DVD
- Bareback - nine films by Martin Wallace (Beggar's Banquet, 2004)